# Donje Novo Selo, Srbija
Donje Novo Selo (izvirno srbsko Доње Ново Село) je naselje v Srbiji, ki upravno spada pod Občino Bujanovac; slednja pa je del Pčinjskega upravnega okraja.

## Demografija
V naselju živi 103 polnoletnih prebivalcev, pri čemer je njihova povprečna starost 46,2 let (43,7 pri moških in 49,6 pri ženskah). Naselje ima 34 gospodinjstev, pri čemer je povprečno število članov na gospodinjstvo 3,53.
To naselje je, glede na rezultate popisa iz leta 2002, večinoma srbsko, a v času zadnjih treh popisov je opazno zmanjšanje števila prebivalcev.
|  |

| Demografija | Demografija     | Demografija     |
| Leto        | Št. prebivalcev | Št. prebivalcev |
| ----------- | --------------- | --------------- |
|             |                 |                 |
|             |                 |                 |
|             |                 |                 |
|             |                 |                 |
| 1948        | 486             |                 |
| 1953        | 424             |                 |
| 1961        | 432             |                 |
| 1971        | 347             |                 |
| 1981        | 283             |                 |
| 1991        | 141             | 141             |
| 2002        | 120             | 120             |
|             |                 |                 |

| Etnična sestava po popisu iz leta 2002 | Etnična sestava po popisu iz leta 2002 | Etnična sestava po popisu iz leta 2002 | Etnična sestava po popisu iz leta 2002 | Etnična sestava po popisu iz leta 2002 |
| -------------------------------------- | -------------------------------------- | -------------------------------------- | -------------------------------------- | -------------------------------------- |
| Srbi                                   | Srbi                                   |                                        | 119                                    | 99,16%                                 |
| Albanci                                | Albanci                                |                                        | 1                                      | 0,83%                                  |
| Neznano                                | Neznano                                |                                        | 0                                      | 0,0%                                   |